# Розенблюм, Макс Эверитт
Макс Эверитт Розенблюм (англ. Max Everitt Rosenbloom), также известен как «Слэпси Макси» (англ. «Slapsie Maxie») — чемпион мира по боксу среди профессионалов в полутяжелом весе 1930—1934 годов, киноактер, член Международного зала боксёрской славы. По словам известного тренера Каса Д’Амато Розенблюм был самым сметливым боксёром, которого ему доводилось видеть в своей жизни, — Розенблюм выработал стиль защиты, благодаря которому по нему почти невозможно было попасть, своего рода «радар», как это называл Д’Амато.

## Ранние годы
Макс Розенблюм родился в семье евреев, иммигрировавших из России.

## Карьера

### Боксерская карьера
Макс Розенблюм провел около 200 боксерских любительских поединков до того, как начал спортивную карьеру в полутяжелом весе. Он не имел тяжелого удара, поэтому его стиль боксирования был направлен на то, чтобы за счет ударов, набрать как можно больше очков.
Дебютный поединок Макси Розенблюма состоялся 8 октября 1923 года. Он дрался с Ником Сканлоном и победил его в 6-ти раундовом поединке. Последний поединок в своей боксерской карьере Макси Розенблюм провел 26 июня 1939 года, его противником был Аль Этторе. Макси Розенблюм победил.
За время своей боксерской карьеры, длившейся более пятнадцати лет, Слэпси Макси получил более тысячи ударов в голову, что является феноменально низким показателем для боксёров его весовой категории не только для того периода в 1920—1930-е годы, когда бокс представлял собой примитивный обмен ударами, но даже по сегодняшним меркам с учётом современного уровня развития техники боксирования (для сравнения: за один бой Дэвида Туа против Айка Ибеабучи боксёры обменялись около двух тысяч ударов, большинство из которых пришлись на голову Туа. Другой известный боксёр Джордж Форман за три года боёв с супертяжеловесами из первой десятки с 1991 по 1994 год пропустил более пяти тысяч ударов).

### Актерская карьера
Еще во время боксерской карьеры Макс Розенблюм начал сниматься в фильмах. После завершения боксерской карьеры, он оставался в кино до конца 1970-х годов. За это время он успел сняться более чем в сотне художественных произведений.

## Личная жизнь
В 1937 Макси женился на Мюриэл Фэйдер, прожили они вместе до 1945 года, после чего разошлись. В прессе появлялись сообщения о его новых подругах и неудачах в азартных играх, однако вопреки этим сообщениям Розенблюму удалось сохранить свое финансовое положение.
Макс Розенблюм умер 6 марта 1976 года от болезни Педжета, в возрасте 68 лет, и был похоронен на Кладбище Мемориального парка «Вальхалла» в Северном Голливуде, штат Калифорния.

## Избранная фильмография
| Год  |   | Русское название                | Оригинальное название        | Роль               |
| ---- | - | ------------------------------- | ---------------------------- | ------------------ |
| 1933 | ф | Мистер Бродвей                  | Mr. Broadway                 | «Слэпси» Макси     |
| 1933 | ф | —                               | King for a Night             | Макси              |
| 1936 | ф | Запутай их всех                 | Muss ’em Up                  | Снейк              |
| 1936 | ф | —                               | Kelly the Second             | Бутч Флинн         |
| 1937 | ф | —                               | Two Wise Maids               | Макс Хендлер       |
| 1937 | ф | Большой город                   | Big City                     | в роли самого себя |
| 1937 | ф | Ничего святого                  | Nothing Sacred               | Макс Левински      |
| 1938 | ф | Азартная игра мистера Мото      | Mr. Moto’s Gamble            | Уэллингтон         |
| 1938 | ф | Удивительный доктор Клиттерхаус | The Amazing Dr. Clitterhouse | Бутч               |
| 1938 | ф | Восьмой раунд                   | The Crowd Roars              | в роли самого себя |
| 1938 | ф | Подводный патруль               | Submarine Patrol             | сержант Джо Даффи  |
| 1939 | ф | —                               | Women in the Wind            | Стаффи Макиннес    |
| 1939 | ф | —                               | The Kid from Kokomo          | Керли Бендер       |
| 1939 | ф | Каждое утро я умираю            | Each Dawn I Die              | Фарго Ред          |

## Интересные факты
- Согласно источникам, встречаются три различные даты рождения Макса Розенблюма: 11 июня 1904 год[6], 6 сентября 1904 год[7] и 1 ноября 1907 год[8]. На надгробии указан последний вариант даты рождения.
- Макси Розенблюм провел рекордное количество боев за время пребывания в статусе чемпиона мира (106 боев)[9].
- Макси Розенблюм восемь раз защитил титул чемпиона мира[9].
- По некоторым источникам, Макси Розенблюм дрался так часто, что порой он выходил на ринг с еще не зажившими ранами от прошлых поединков[10].